# Zaytoun (quartier)
Zaytoun ou  Zeitoun, Harat az-Zaytoun est un quartier au sud-ouest de la ville de Gaza. Le nom du quartier signifie en français : quartier des oliviers.
Avant la démolition des murs de la vieille ville, c'était l'un des trois quartiers fortifiés de la vieille ville de Gaza, les deux autres étant al-Tuffah au nord-est et Al-Daraj au nord-ouest. 
La rue Omar Mukhtar (en), principale artère de la ville de Gaza, sépare Zaytoun d'Al-Daraj.